# Sergiu Stancu
Pour les articles homonymes, voir Stancu.
Sergiu Stancu, né le 4 août 1982 à Baia Mare (Maramureș) est un ancien joueur roumain de volley-ball devenu entraîneur. Il mesure 2,04 m et joue central. 

## Clubs
| Club                  | Pays     | De        | À         |
| Tractorul Brașov      | Roumanie | 1998-1999 | 1998-1999 |
| Universitatea Craiova | Roumanie | 1999-2000 | 2001-2002 |
| VT Oosthout Torhout   | Belgique | 2002-2003 | 2003-2004 |
| Knack Roeselare       | Belgique | 2004-2005 | 2005-2006 |
| Tours Volley-Ball     | France   | 2006-2007 | 2007-2008 |
| Prisma Martina Franca | Italie   | 2008-2009 | 2008-2009 |
| Yoga Volley Forlì     | Italie   | 2009-2010 | 2009-2010 |
| Iraklis Salonique     | Grèce    | 2010-2011 | 2010-2011 |
| Knack Roeselare       | Belgique | 2011-2012 | ...       |

## Palmarès
Joueur
- Ligue des champions
  - Finaliste : 2007
- Championnat de Belgique (2)
  - Vainqueur : 2005, 2006
- Coupe de Belgique (2)
  - Vainqueur : 2005, 2006
- Supercoupe de Belgique (1)
  - Vainqueur : 2005

- Championnat de Roumanie (3)
  - Vainqueur : 2013, 2014, 2015

- Coupe de Roumanie (2)
  - Vainqueur : 2013, 2014

Entraîneur
- Championnat de Roumanie (4)
  - Vainqueur : 2018, 2019, 2020, 2021

- Coupe de Roumanie (1)
  - Vainqueur : 2018